# 蔵田尚樹
蔵田 尚樹（くらた なおき）は、日本の俳優、アイドルで、男性アイドルグループ・micc.のメンバー。芸能事務所カラフルズ所属。

## 人物
micc.の白色担当リーダー。第26回ジュノン・スーパーボーイ・コンテストファイナリスト。 乗馬ライセンス4級所持。趣味特技は料理。B86。W73。H91。

## 出演

### テレビ・CM
- TBSドラマ「マッチング・ラブ」（2014年）
- CM「Googleトゥルービュー」（2015年）
- 日本テレビ「バズリズム」（2020年）

### 映画
- ペテン狂騒曲（2024年7月5日） - 鮫島健太 役[5]

### 舞台
- 「ちっちゃな英雄」（2016年6月24日 - 9月27日、サンリオピューロランド フェアリーランドシアター） - Team Aqua ジェラルド 役
- 舞台「私のホストちゃん」 - 一真 役
  - 舞台「私のホストちゃん REBORN」（2017年1月11日 - 22日、サンシャイン劇場 / 1月28日・29日、森ノ宮ピロティホール / 2月1日・2日、東海市芸術劇場大ホール）
  - 舞台「私のホストちゃん REBORN 〜絶唱！大阪ミナミ編〜」（2018年1月19日 - 28日、サンシャイン劇場 / 1月31日・2月1日、東海市芸術劇場 / 2月6日、広島県立文化芸術ホール / 2月10日・11日、サンケイホールブリーゼ）
  - 舞台「私のホストちゃん THE LAST LIVE」〜最後まで愛をナメんなよ!〜（2020年1月30日 - 2月2日、日本青年館大ホール / 2月11日、名古屋市公会堂 / 2月14日 - 16日、NHK大阪ホール / 2月20日、チームスマイル 豊洲PIT）
- 「昆虫戦士コンチュウジャー2」（2017年8月12日 - 20日、スペース・ゼロ） - バード貴族 役
- 「エンテナ PLAY UNION 第8回公演 ブロードウェイ」（2018年6月20日 - 24日、シアター風姿花伝）
- 「朱を喰らうモノの月～標月島編～」（2018年10月31日 - 11月4日、新宿村LIVE） - シオン 役
- 「俺たち、ヤンキー王！？～知の巻～」（2020年9月19日 - 27日、俳優座劇場）
- ミュージカル『新テニスの王子様』 - 仁王雅治 役
  - The Second Stage（2022年1月28日 - 2月6日、KAAT神奈川芸術劇場 ホール / 2月11日 - 20日、TOKYO DOME CITY HALL / 2月25日 - 27日、メルパルク大阪）
  - Revolution Live 2022（2022年10月6日 - 10日、幕張メッセ 幕張イベントホール）[6]
  - テニミュ秋の合同大運動会2023（2023年11月14日 - 15日、有明アリーナ）
- Action Stage「エリオスライジングヒーローズ」 - ウィル・スプラウト 役
  - Action Stage「エリオスライジングヒーローズ」（2022年12月8日 - 18日、シアター1010 / 12月23日 - 25日、ロームシアター京都 サウスホール）[7]
  - Action Stage「エリオスライジングヒーローズ」-THE NORTH-（2025年1月11日 - 19日、品川プリンスホテル ステラボール / 1月25日・26日、森ノ宮ピロティホール）[8]
  - Action Stage「エリオスライジングヒーローズ」-SUMMER FESTIAL-（2025年8月7日 - 17日〈予定〉、シアターH / 8月23日・24日〈予定〉、SkyシアターMBS）[9]
- 「なめ猫」 - 野間克人 役
  - なめ猫 on STAGE（2023年2月22日 - 3月1日、新宿FACE）[10]
  - なめ猫ロックショー!（2024年5月16日 - 24日、浅草花劇場）[11]
- ステージ『エロイカより愛をこめて』（2023年5月11日 - 5月14日、渋谷区文化総合センター大和田 さくらホール） - 部下G 役[12]

### イベント
- SUNPLUS
  - 第1回 SUNPLUSファンミーティング（2015年10月15日・16日、北とぴあドームホール）
  - 第2回 SUNPLUSファンミーティング（2016年2月28日、スクエア荏原ひらつかホール）
  - 第3回 SUNPLUSファンミーティング（2016年11月13日、スクエア荏原ひらつかホール）
  - 第4回 SUNPLUSファンミーティング（2017年3月3日・4日、スクエア荏原ひらつかホール）
  - 台湾ロケ DVD発売記念イベント 我们是SUNPLUS。-SUNPLUS in TAIWAN-（2017年5月14日、発明会館 地下ホール）
  - 第5回 SUNPLUSファンミーティング（2017年11月3日、泉佐野市立文化会館）
  - 香港ロケ DVD発売記念イベント 灯火辉煌的香港 -SUNPLUS in HONGKONG-（2018年1月8日、発明会館 地下ホール）
  - 第6回 SUNPLUSファンミーティング（2018年5月26日、メルパルク大阪）
  - 第7回 SUNPLUSファンミーティング（2019年2月9日・10日、山野ホール）
- ミュージカル・新テニスの王子様
  - The Second Stage Blu-ray&DVD発売記念イベント Byodoin10（2022年9月4日、関東近郊）
  - テニミュ春の上映祭（2023年5月20日、AiiA 2.5 Theater Kobe）
- 蔵田尚樹 21st Birthday Event ～くらくらフェスティバル～（2018年7月11日、仙川フィックスホール）
- 蔵田尚樹 25th Birthday Event ～シン・くらくらフェスティバル～（2022年7月31日、アトリエファンファーレ高円寺）
- くらくらhouse vol.1（2022年11月3日、グレースバリ横浜関内4F）
- くらくらhouse vol.2 少し早めのバレンタイン（2023年2月4日、グレースバリ横浜関内3F）
- 蔵田尚樹26th Birthday Event ミニ・くらくらフェスティバルin神戸（2023年5月21日、神戸元町BOTHALL）
- 蔵田尚樹26th Birthday Event シン・くらくらフェスティバル（2023年6月4日、グレースバリ横浜関内4F）

### ライブ･コンサート
- micc.単独LIVE
  - micc.お披露目ライブ 〜小さな一歩〜（2020年7月26日、SHIBUYA O-EAST）
  - micc.ワンマンLIVE~小さな２歩目~（2020年11月30日）
  - micc.ワンマンLIVE ”消えない光”（2021年3月20日、渋谷ストリームホール）
  - micc.5thワンマンライブ〜新メンバーお披露目!輝け七色の光‼︎〜（2021年8月22日、赤羽ReNY alpha）
  - micc. special oneman LIVE!-micc.×Band sound Edition-（2021年10月1日、新宿ReNY）
  - micc.39LIVE vol.8 年末特大号~忘年会スペシャル（2021年12月27日、渋谷ストリームホール）
  - micc.ONE-MANLIVE 319はmicc.の日〜プリンセスウエディング〜（2022年3月19日、VeatsSHIBUYA）

## 作品

### 楽曲
- micc.
  - 恋バナ(作詞：大河内航太 作曲：守屋友晴)
  - Future Love(作詞作曲：大河内航太 )
  - お願いストロベリー(作詞作曲：守屋友晴)
  - 花(作詞作曲：大河内航太 )
  - 素敵な思い出はいつも(作詞作曲：大河内航太 )
  - 俺たちはっぴー野郎(作詞作曲：大河内航太 )
  - 消えない光(作詞作曲：少年T)
  - タ.メ.イ.キ.ス.(作詞作曲：Koshin-Shimazaki)
  - Marry you(作詞作曲：大河内航太 )
  - キミノヨコウ(作詞作曲：Koshin-Shimazaki)
  - OIDE(作詞作曲：大河内航太 )
  - Princess Wedding(作詞作曲：少年T)